# Municipio de Bull Creek
El municipio de Bull Creek (en inglés: Bull Creek Township) es un municipio ubicado en el condado de Tripp en el estado estadounidense de Dakota del Sur. En el año 2010 tenía una población de 32 habitantes y una densidad poblacional de 0,43 personas por km².

## Geografía
El municipio de Bull Creek se encuentra ubicado en las coordenadas 43°28′34″N 99°35′21″O / 43.47611, -99.58917. Según la Oficina del Censo de los Estados Unidos, el municipio tiene una superficie total de 75.21 km², de la cual 75,17 km² corresponden a tierra firme y (0,05 %) 0,04 km² es agua.

## Demografía
Según el censo de 2010, había 32 personas residiendo en el municipio de Bull Creek. La densidad de población era de 0,43 hab./km². De los 32 habitantes, el municipio de Bull Creek estaba compuesto por el 100 % blancos.